# Langue allemande en Namibie

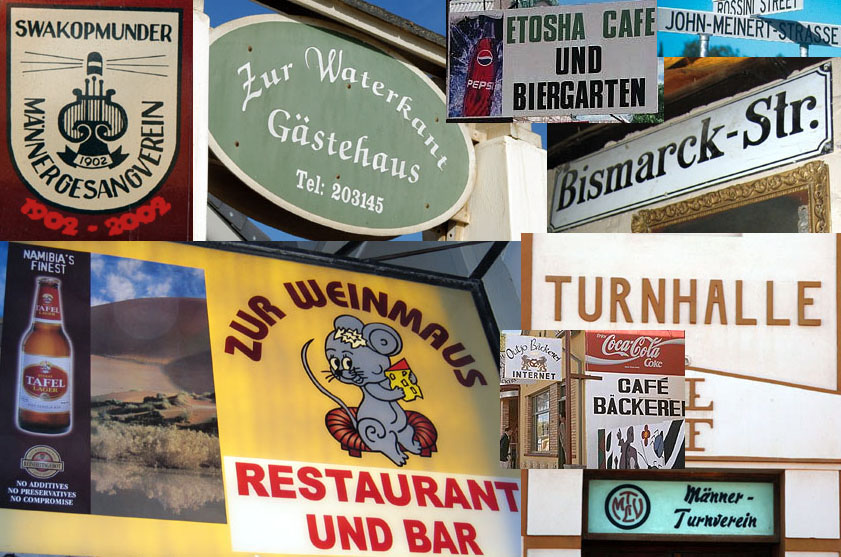
Exemples de panneaux en allemand en Namibie.

La Namibie est un pays multilingue dans lequel l'allemand est reconnu comme langue nationale. Bien que l'anglais soit la seule langue officielle du pays depuis 1990, dans de nombreuses régions du pays, l’allemand bénéficie d’un statut officiel au niveau communautaire. Une variété nationale de l'allemand est également connue sous le nom de Namdeutsch.
L'allemand est particulièrement utilisé dans le centre et le sud de la Namibie et était jusqu'en 1990 l'une des trois langues officielles de ce qui était alors le Sud-Ouest africain, aux côtés de l'afrikaans et de l'anglais, deux autres langues germaniques. L'allemand est la langue maternelle des Germano-Namibiens ainsi que des locuteurs noirs plus âgés de l'allemand noir namibien et des Namibiens noirs qui ont grandi en République démocratique allemande au cours des dernières décennies de la guerre froide. Le journal namibien allemand Allgemeine Zeitung fait état sur son site Internet de 22 000 locuteurs natifs et de plusieurs centaines de milliers de personnes connaissant l'allemand comme deuxième ou troisième langue. L'allemand bénéficie de sa similitude avec l'afrikaans et occupe une place prépondérante dans les secteurs du tourisme et des affaires. De nombreux sites naturels, lieux et rues de Namibie portent des noms allemands. Cependant, le linguiste germanique Ulrich Ammon (de) considère que l’avenir de l’allemand en Namibie est menacé.

## Histoire

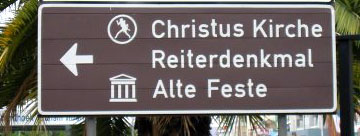
Panneau à Windhoek avec les directions vers les monuments de l'époque coloniale allemande : Christus Kirche, Alte Feste et Reiterdenkmal.

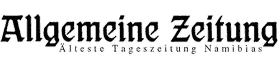
LAllgemeine Zeitung est le seul quotidien de langue allemande en Afrique et l'un des journaux les plus diffusés en Namibie.

Durant la période coloniale, de 1884 à 1915, l'allemand était la seule langue officielle de le Sud-Ouest africain allemand. Les Boers, c'est-à-dire les Blancs sud-africains qui parlaient néerlandais (le néerlandais sud-africain deviendra plus tard l'afrikaans) vivaient déjà dans le pays aux côtés des tribus Oorlam et des métis Basters du Rehoboth.
L'Afrique du Sud a pris le contrôle du pays en 1915, après sa conquête par les Alliés occidentaux pendant la Première Guerre mondiale. Cependant, les privilèges linguistiques et l'éducation allemande ont été maintenus. En 1916, le journal Allgemeine Zeitung fut fondé sous le nom de Der Kriegsbote. Après la fin de la Première Guerre mondiale, l'attitude de l'Afrique du Sud envers les Namibiens allemands a changé et, entre 1919 et 1920, environ la moitié des Allemands ont été transférés hors du pays. En 1920, le néerlandais (qui sera plus tard remplacé par l'afrikaans) et l'anglais ont remplacé l'allemand comme langues officielles du pays.
La population germanophone souhaitait que l'allemand soit rétabli comme langue officielle et, en 1932, le traité du Cap encouragea l'Afrique du Sud à le faire. L'idée était que cela mettrait un frein à l’annexion du Sud-Ouest africain par l’Afrique du Sud. Le gouvernement sud-africain n'a pas officiellement reconnu l'allemand ; cependant, l'allemand a été ajouté de facto à l'afrikaans et à l'anglais comme langue de travail du gouvernement. En 1984, l'allemand a été officiellement ajouté comme langue officielle.
Après l’indépendance en 1990, l’anglais est devenu la seule langue officielle de la Namibie. Bien que l’allemand ait perdu son statut officiel, il continue d’être utilisé dans la vie quotidienne des Namibiens.

## Au temps présent

### Degré d'utilisation
Environ 31 000 Namibiens parlent l'allemand comme langue maternelle, et plusieurs dizaines de milliers de Namibiens, qu'ils soient blancs ou noirs, anglophones, afrikaansophones ou lusophones, essentiellement urbains cependant, parlent l'allemand comme deuxième langue. L'allemand est enseigné dans de nombreuses écoles et est le support d'un quotidien, l'Allgemeine Zeitung, ainsi que d'une programmation quotidienne sur la Namibian Broadcasting Corporation. Bien que l’allemand (et d’ailleurs l’anglais) ne soit pas une langue maternelle courante parmi la population noire, un certain nombre de fonctionnaires, notamment dans le secteur du tourisme, parlent l’allemand à des degrés divers.
Il existe cependant de nombreuses régions où la langue allemande n’est pas ou peu présente – des régions où il y a peu de Blancs, surtout dans le nord du pays, mais aussi dans de nombreux quartiers de Windhoek.

### Culture
L'allemand est utilisé comme moyen de communication dans un large éventail de sphères culturelles :
- les églises, notamment l'Église évangélique luthérienne germanophone de Namibie (GELK) ;
- les écoles (par exemple dans la Deutsche Höhere Privatschule de Windhoek) ;
- la littérature (parmi les auteurs germano-namibien, on compte Giselher W. Hoffmann) ;
- la radio et la télévision (programmation en langue allemande de la Namibian Broadcasting Corporation, Hitradio et du fournisseur de télévision Satelio) ;
- la musique (par exemple le rappeur EES (en)) ;
- les médias en ligne[4].

### Éducation
Outre 32 écoles dans lesquelles environ 14 000 élèves apprennent l'allemand comme langue étrangère, il existe une douzaine d'écoles germanophones, dont la Deutsche Höhere Privatschule Windhoek (en) (DHPS), les écoles allemandes d'Omaruru et d'Otjiwarongo, ainsi que cinq écoles publiques. Il existe plusieurs écoles élémentaires supplémentaires, des lycées germanophones et un gymnasium germanophone à Windhoek.
L'Université de Namibie propose également un enseignement en allemand dans les domaines des études allemandes et de l'administration des affaires.

### Affichage public

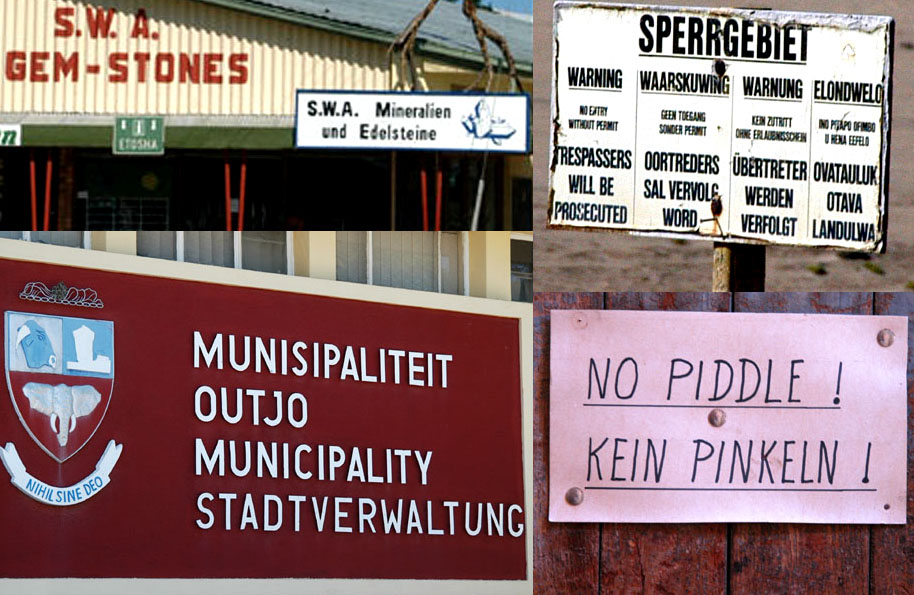
Exemples de panneaux multilingues en Namibie.

Les panneaux des magasins, restaurants et services sont souvent en anglais et en allemand, ce qui reflète non seulement une forte proportion de propriétaires germano-namibiens, mais aussi le nombre élevé de touristes germanophones qui visitent le pays. Cependant, un client entrant dans un tel magasin peut très bien être accueilli en afrikaans ; on compte en effet relativement moins d'enseignes sont en afrikaans, mais la langue conserve une position de premier plan en tant que lingua franca parlée à Windhoek et dans toute la région centrale et méridionale du pays. L'allemand et l'afrikaans (ainsi que sa langue mère, le néerlandais) sont de toutes façons des langues germaniques étroitement liées.
L'allemand est également présent sur les panneaux destinés aux touristes, notamment ceux qui indiquent les monuments et les bâtiments historiques de la période coloniale allemande. D’autres panneaux incluant l’allemand datent d’avant 1990, lorsque l’anglais, l’afrikaans et l’allemand partageaient le statut de langues officielles du pays.

### Toponymes

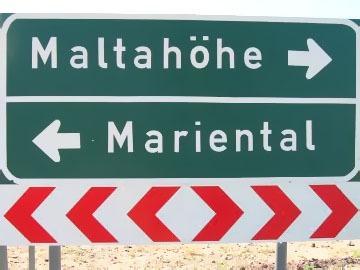
Les noms de lieux allemands sont particulièrement répandus dans le sud du pays.

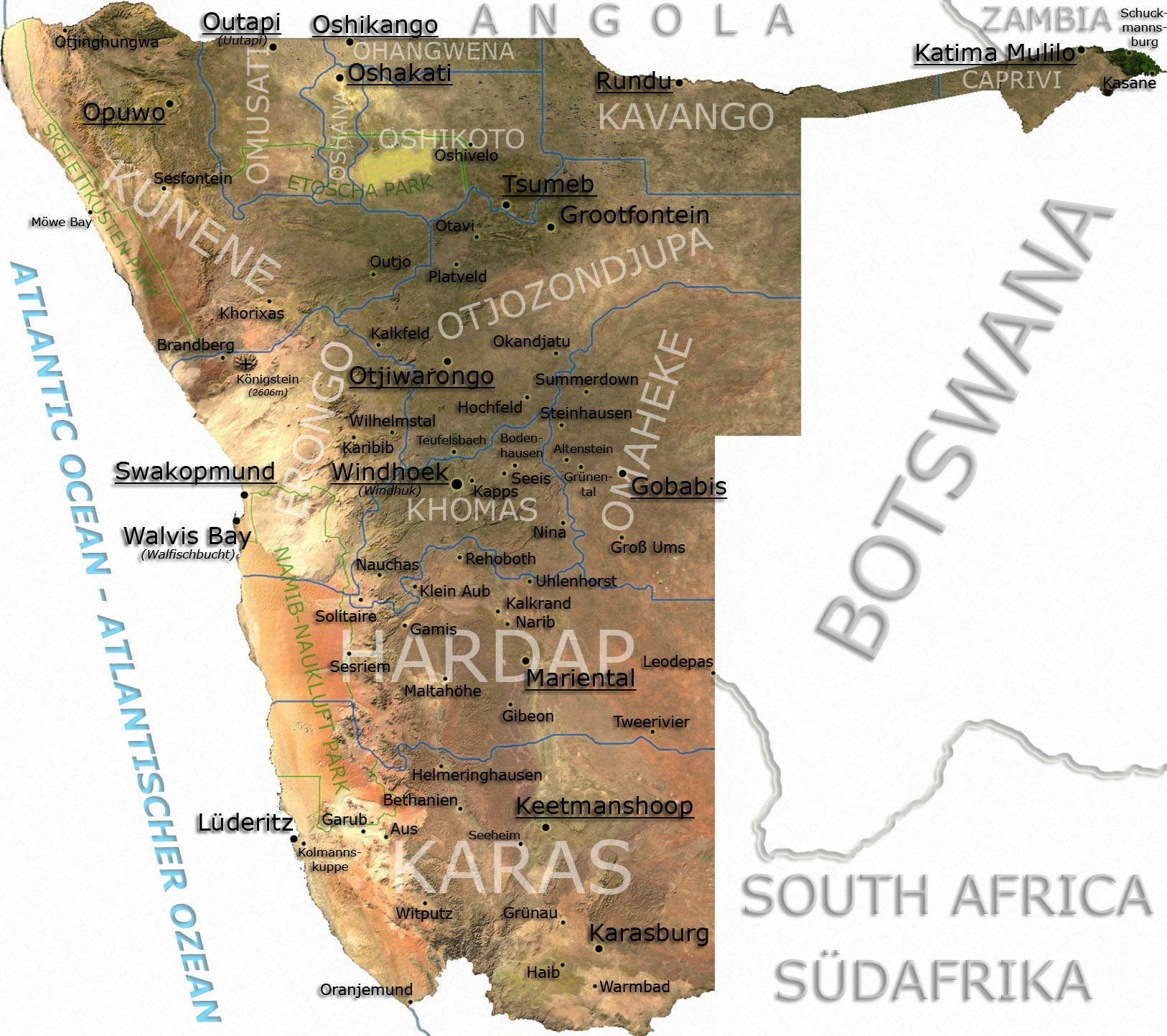
La Namibie contient de nombreux noms de lieux afrikaans et allemands, sauf dans la partie nord du pays.

Contrairement à d'autres régions du monde où l'immigration allemande est importante et où les noms de lieux allemands sont nombreux, seuls quelques lieux ont vu leur nom changer — par exemple Luhonono (en), l'ancienne Schuckmannsburg. Dans le sud notamment, dans les régions de Hardap et de ǁKaras, de nombreux noms de lieux sont allemands ou afrikaans. Parmi les exemples, on peut citer Keetmanshoop (d'après l'industriel allemand Johann Keetman (de) et le mot afrikaans pour « espoir »), et Lüderitz, nommé d'après le marchand allemand Adolf Lüderitz.

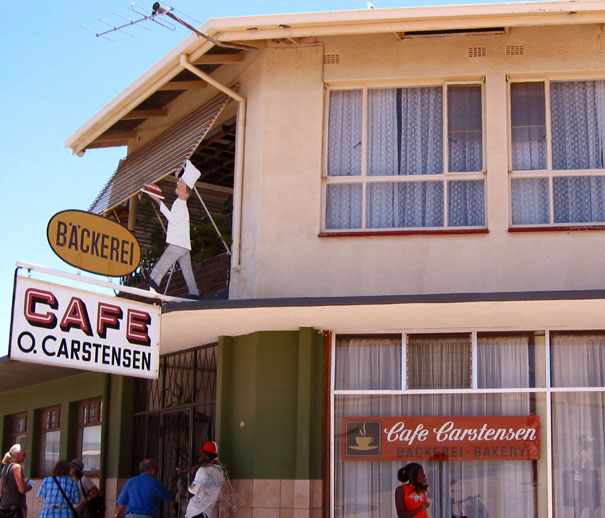
Boulangerie Carstensen à Otjiwarongo
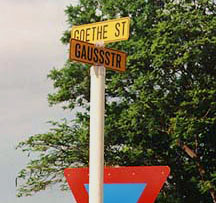
Panneau bilingue à Grootfontein : Rue Goethe / Gaussstr(aße).

### Noms de rue
À Windhoek, Swakopmund, Keetmanshoop, Grootfontein et Lüderitz, la plupart des noms de rues sont d'origine allemande, même si après 1990, de nombreuses rues ont été renommées en l'honneur des Noirs namibiens, principalement mais pas exclusivement issus du parti au pouvoir, la SWAPO. Les rues nommées avant 1990 se terminent souvent par « Str. », l'abréviation standard en allemand pour Straße, et en afrikaans pour straat ; les rues renommées depuis 1990 se terminent souvent par « St. », l'abréviation anglaise de « Street »,.

### Noms des bâtiments
De nombreux bâtiments et structures coloniales ont conservé leurs noms allemands d’origine. Les exemples incluent les châteaux de Windhoek, Heinitzburg (en), Schwerinsburg (en) et Sanderburg (en), l'Alte Feste (vieille forteresse) de Windhoek et le Reiterdenkmal (statue équestre) conservé dans sa cour. Swakopmund possède également de nombreux bâtiments encore connus sous leurs noms allemands, par exemple la Altes Gefängnis (en) (vieille prison).

## L'allemand namibien en tant que dialecte
La langue allemande telle qu'elle est parlée en Namibie est caractérisée par la simplification et l'adoption de nombreux mots issus de l'afrikaans, de l'anglais sud-africain, de l'ovambo et d'autres langues bantoues. Cette variante de l'allemand est appelée de diverses manières Südwesterdeutsch (« allemand du sud-ouest », en référence à l'ancien nom du pays, le Sud-Ouest africain) ; tandis que les plus jeunes l'appellent également Namsläng (c'est-à-dire l'argot namibien) ou Namdeutsch.

## Littérature
- Marianne Zappen-Thomson : Deutsch als Fremdsprache in Namibia., Klaus-Hess-Verlag, Windhoek 2000,  (ISBN 3-933117-15-1).
- Joe Pütz : Das grosse Dickschenärie. Peters Antiques, Windhoek Namibia 2001,  (ISBN 99916-50-46-6).
- Erik Sell : Esisallesoreidt, Nam Släng - Deutsch, Deutsch - NAM Släng. EeS Records, Windhoek Namibia, 2009, (ASIN B005AU8R82).